# The Range Feud
The Range Feud è un film del 1931 diretto da D. Ross Lederman.
È un film western giallo statunitense con Buck Jones, John Wayne e Susan Fleming.

## Produzione
Il film, diretto da D. Ross Lederman su una sceneggiatura di Milton Krims e George H. Plympton con il soggetto dello stesso Krims, fu prodotto da Irving Briskin per la Columbia Pictures Corporation e girato nel Walker Ranch a Newhall in California.

## Distribuzione
Il film fu distribuito negli Stati Uniti dal 1º dicembre 1931 al cinema dalla Columbia Pictures.
Alcune delle uscite internazionali sono state:
- nel Regno Unito nel giugno del 1932
- in Grecia (Mia dikastiki plani)

## Promozione
Le tagline sono:
- "The Screen's Greatest Outdoor Star!".
- "Riding like a whirlwind--Fighting like a fiend--Enduring like a man!".
- "A romantic adventure drama thrill---packed with mystery!".

## Remake
Nel 1934 ne è stato prodotto un remake, The Red Rider.